# Ovid Technologies
Ovid Technologies (kurz Ovid) ist ein Anbieter von bibliografischen und Volltextdatenbanken im medizinischen und akademischen Bereich. Ovid hat seinen Hauptsitz in New York und gehört zur niederländischen Verlagsgruppe Wolters Kluwer.
Das Unternehmen wurde 1988 von Mark Nelson und seiner Frau Dana Johnson gegründet, 1994 im NASDAQ gelistet und 1998 von Wolters Kluwer für 200 Millionen US-Dollar übernommen. 2001 übernahm Kluwer das konkurrierende Silver-Platter-System und integrierte es in das Angebot von Ovid Technologies. 
Es werden für abonnierende Institutionen, wie Universitäten, Krankenhäuser und Bibliotheken, mehr als 300 Fachdatenbanken, 1200 elektronische Zeitschriften und 200 E-Books angeboten. Die Datenbank MEDLINE war lange Zeit das Hauptprodukt von Ovid, ist aber heute über PubMed frei zugänglich. Ovid bietet mit dem Ovid LinkSolver einen Linkresolver für OpenURL-Linking an. 